# Pojišťovna VZP
Pojišťovna VZP, a.s. (PVZP) je univerzální neživotní pojišťovna, dceřiná společnost Všeobecné zdravotní pojišťovny České republiky (VZP ČR). Od založení roku 1994 byla součástí VZP ČR, po vstupu Česka do Evropské unie v roce 2004 působí samostatně.
Poskytuje cestovní pojištění, pojištění majetku a odpovědnosti občanů, podnikatelů, zdravotnických zařízení, pojištění profesní odpovědnosti a majetku lékařů a farmaceutů, pojištění běžné občanské odpovědnosti, úrazové pojištění, komerční zdravotní pojištění cizinců a další pojistné produkty. V září 2015 uvedla jako novinku pojištění pro případ rakoviny Fénix, jehož tváří tehdy byl olympionik Petr Koukal.
V roce 2015 dosáhla předpisu pojistného ve výši 431,2 mil. Kč, v dubnu 2016 navýšila základní kapitál na 291 mil. Kč. Aktuální tržní podíl PVZP je 0,3 % celkem (0,5 % v neživotním pojištění). PVZP od roku 2014 uplatňuje novou obchodní strategii a patří v současnosti mezi nejrychleji rostoucí členy České asociace pojišťoven. Jediným akcionářem je Všeobecná zdravotní pojišťovna České republiky.
Pojišťovna VZP se umístila na 2. místě v anketě Asociace českých pojišťovacích makléřů Pojišťovna roku 2014 v kategorii specializovaná pojišťovna.

## Členství v důležitých organizacích
- Rusko-česká smíšená obchodní komora

## Kontroverze

### Monopol na zdravotní pojištění cizinců
Od srpna 2021 do léta 2023 měla PVZP dočasný monopol, původně plánovaný na pět let, na komerční zdravotní pojištění cizinců ze třetích zemí (občanů nespadající pod jednotný systém evropského pojištění, tedy např. cizince z Velké Británie, USA i válkou zasažené Ukrajiny) s dlouhodobým pobytem v České republice a z něj plynoucí přibližný roční příjem 800 milionů Kč. Monopol získala poslaneckou sněmovnou schválenou (pro byla většina poslanců ANO, SPD, KSČM a ČSSD) sněmovní novelou cizineckého zákona (zákona č. 326/1999 Sb., o pobytu cizinců na území České republiky), kterou podali lékařka, poslankyně a předsedkyně správní rady VZP Věra Adámková a lékař, poslanec a člen správní rady VZP Miloslav Janulík (oba ANO).
Lékař a místopředseda TOP 09 Vlastimil Válek před hlasováním uvedl: „Neřeší to problém cizinců, kteří nejsou pojištěni a nepojistí se,“ kritikem byl také podnikatel a poslanec Zbyněk Stanjura (ODS): „Jedna privilegovaná pojišťovna, v jejíž správní radě jsou poslanci, čirou náhodou ti samí, co to píšou, si pokouší zákonně sjednat konkurenční výhodu vůči ostatním“ a proti byli i ministr zdravotnictví Adam Vojtěch, ministryně financí Alena Schillerová (oba ANO), ministerstvo vnitra, senát, Hospodářská komora ČR i Česká asociace pojišťoven (ČAP), která přes advokátní kancelář White & Case ihned podala stížnost k Evropské komisi. Ještě v zimě 2021 senát dolní komoře poslal senátní novelu s návrhem na zrušení monopolu, kterou sněmovní výbor pro zdravotnictví na jaře 2022 sněmovně k projednávání nedoporučil. Obchodní ředitel PVZP Otakar Mareš v srpnu 2022 uvedl, že sněmovní novela řešila i nekalé praktiky na pojišťovacím trhu omezením provizí.
Evropská komise dlouhodobé pojišťování cizinců v České republice prověřovala pro podezření z porušení hospodářské soutěže a základních evropských práv, českou vládu požádala o vysvětlení nejpozději do září 2022 a České republice v případě shledání protiprávnosti zákona hrozily sankce. Monopol zmírnit, ale fakticky zachovat chtěl například podnikatel a poslanec Jan Kuchař (STAN), v květnu 2023 se pro Právo vyjádřil: „Senátní verze nás vrací k původnímu modelu, který způsoboval nedoplatky ve zdravotnických zařízeních a umožňoval vznik ruskojazyčných a vietnamskojazyčných mafií. Otvírá cestu pro soukromé pojišťovny, které budou hledat víc byznys než zdravotnictví.“ Cizinci do sněmovní novely komerčním pojišťovnám platili, ale ty, jak se často ukázalo u vyšetření v nemocnici, smlouvy se zdravotnickými zařízeními neměly.
Proti monopolu na zdravotní pojištění cizinců protestovala i obecně prospěšná watchdogová organizace Kverulant.org. Ta tvrdila, že za prolobováním monopolu pro PVZP stál Jaroslav Faltýnek (ANO) a že tato kauza má spojitost se schůzkou v restauraci na Vyšehradě 22. října 2020, kdy byl ministr zdravotnictví České republiky Roman Prymula  (ANO) vyfotografován jak údajně vychází z vyšehradské restaurace Rio's, která měla být vzhledem k opatřením souvisejícím s pandemií onemocnění covid-19 uzavřená. Kverulant.org také kritizoval liknavý přístup poslanců k přijetí senátní novely na zrušení monopolu pro PVZP a ze zdržování projednání novely ve sněmovně obvinil poslance Toma Philippa (KDÚ-ČSL) . NGO Kverulant 14. března 2023 vyzval všechny zákonodárce, „aby konečně odstranili tento nemravný stav. Kverulant poslancům připomněl, že byla hrubě pošlapána práva konkurentů PVZP v oblasti komplexního zdravotního pojištění cizinců, když jim během velmi krátké doby bylo znemožněno toto soukromé pojištění nabízet, aniž by jim byly uhrazeny vzniklé náklady.“
Poslanci senátní novelu rušící monopol PVZP odhlasovali ve středu 12. července 2023 a senát ve středu 23. srpna 2023. Do roka má vzniknout registr zdravotního pojištění cizinců spravovaný Českou kanceláří pojistitelů (ČKP) s přístupem pro zdravotnická zařízení a bude-li třeba i policie. Schválení novely uvítal i ředitel České asociace pojišťoven Jan Matoušek: „Věříme, že díky zrušení monopolu Pojišťovny VZP se narovnají podmínky trhu v pojištění cizinců a klienti opět dostanou na výběr, a tím i kvalitnější službu. Zároveň novela významně posílí transparentnost a zvýší minimální limity plnění. Návrat k respektování evropského práva, se kterým byl monopol v kolizi, je dobrá zpráva pro všechny zúčastněné.“